# Adam Rainer
Adam Rainer (1899 Rakousko – 4. dubna 1950) byl jediný člověk zaznamenaný v lidské historii, který byl trpaslíkem i obrem. V roce 1920 ve věku 21 let bylo Adamovi Rainerovi naměřeno 1,18 m. Potom z neznámého důvodu ve velmi krátké době vyrostl o 1 metr, takže v roce 1931 už měřil 2,18 m. Jako výsledek jeho extrémně rychlého růstu byl až do konce života připoután k lůžku. Když zemřel v roce 1950, dosahoval neuvěřitelné délky 2,34 metrů.